# Pouteria capacifolia
Pouteria capacifolia är en tvåhjärtbladig växtart som beskrevs av Pilz. Pouteria capacifolia ingår i släktet Pouteria och familjen Sapotaceae. IUCN kategoriserar arten globalt som akut hotad.
Artens utbredningsområde är Ecuador. Inga underarter finns listade i Catalogue of Life.